# Petar Kočić
Petar Kočić (in cirillico: Петар Кочић?; Stričići, 29 giugno 1877 – Belgrado, 27 agosto 1916) è stato uno scrittore serbo.

## Biografia
Petar Kočić nacque in una famiglia serbo-bosniaca il 29 giugno 1877 nella frazione di Stričići, nella regione di Zmijanje, vicino a Banja Luka nel nord della Bosnia. Suo padre, Jovan, era un prete ortodosso orientale, mentre sua madre, Mara, era una casalinga. Nel 1878, un anno dopo la nascita di Petar, il Vilayet di Bosnia,  fu occupato dall'Impero Austro-Ungharico, ponendo fine a più di quattro secoli di dominio ottomano. Nel 1879, la madre di Kočić morì dando alla luce suo fratello minore Ilija. Suo padre, dopo la morte della moglie, decise di diventare monaco nel monastero di Gomionica, dove adottò il nome monastico "Gerasim".
Dopo la morte della madre, Petar e i suoi fratelli, Milica e Ilija, furono mandati a vivere con la loro famiglia allargata in una zadruga contadina. Ad ogni membro della zadruga veniva assegnato un ruolo particolare, il ruolo di Petar era quello di far pascolare il bestiame. All'epoca, il novanta per cento della popolazione bosniaca era analfabeta e la narrazione assunse un carattere prevalentemente orale, semplificato dall'utilizzo, come da tradizione, della gusla, uno strumento a una corda usato per accompagnare la recitazione di poesie epiche, che erano la forma primaria dell'intrattenimento nelle comunità contadine serbe. Kočić rimase analfabeta fino all'età di undici anni, quando fu inviato a Gomionica per ricevere l'istruzione di base. Nel frattempo, suo padre era divenuto un abate del monastero. Il soggiorno di Petar al monastero, durante il quale gli fu insegnata la storia del popolo serbo e ne conobbe le tradizioni, lasciò in lui un'impressione indelebile che avrebbe influenzato, in futuro, la sua scrittura. Nel 1888, nel periodo in cui Kočić arrivò a Gomionica, suo padre fu arrestato dalla polizia austro-ungarica per aver guidato una manifestazione contro il principe ereditario Rodolfo durante una visita di Stato a Banja Luka. Jovan Kočić venne condannato a sette mesi di reclusione.
Petar lasciò Gomionica dopo due anni e completò la sua istruzione primaria presso la scuola religiosa ortodossa orientale di Banja Luka, sebbene tornasse al monastero ogni estate per trascorrere del tempo con suo padre. Kočić era il miglior studente della sua classe e, dopo essersi diplomato nel 1891, partì per Sarajevo per frequentare il liceo al ginnasio di Sarajevo. Nei primi tre anni eccelle in materie come la matematica, ma anche il greco, il latino, il tedesco e il serbo-croato, che gli austro-ungarici consideravano la "lingua del paese" (zemaljski jezik), per non immischiarsi in dispute etnolinguistiche locali. Kočić, durante il suo quarto anno, ebbe un violento scontro con il suo insegnante di teologia. A causa di un voto basso, Kočić lanciò addosso al suo insegnante un libro di testo. Per questo motivo, venne allontanato dall'aula e sottoposto ad una multa pecuniaria. A seguito di un incidente in cui Kočić, visibilmente ubriaco, e i suoi amici attaccarono verbalmente degli studenti musulmani in un bar d'hotel, Kočić venne espulso dal liceo. Si ritrovò nell'impossibilità di iscriversi a nessuna delle scuole superiori in Bosnia, e, sembra, attirandosi le ire delle autorità austro-ungariche. Kočić fu costretto a continuare gli studi nella vicina Serbia e si iscrisse a una scuola superiore di Belgrado, dalla quale si diplomò nel 1899.

## Opere[3]
Di "S Planine i ispod planine", in Italia conosciuto come "Dai monti alle valli", ne esistono tre versioni, la prima pubblicata nel 1902, la seconda nel 1904 e la terza e ultima nel 1905. Tutte e tre le raccolte, contengono differenti racconti. Il più famoso dei racconti è: "Jazavac pred sudom", in Italia conosciuto come "Il tasso in pretura" (1904). Esso elevò un grido di protesta contro la miseria nella Bosnia patita per colpa dell'arido Impero austro-ungarico.

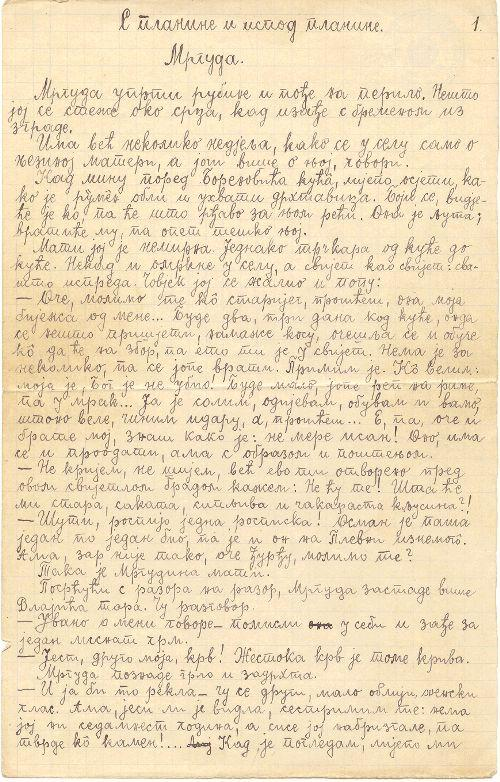
La prima bozza scritta a mano di Mrguda, da Petar Kočić, nel 1902.

### Raccolte
- S Planine i ispod planine. Srpsko akademsko društvo zora, 1902, Vienna (raccolta di racconti)
  - Jablan
  - Kod Markanova točka
  - Grob slatke duše
  - Zulum Simeuna Đaka
  - Istiniti zulum Simeuna Đaka
  - Đurini zapisi
  - Mrguda
- S Planine i ispod planine. Srpska štamparija, 1904, Zagabria (raccolta di racconti)
  - Uspomeni genija Đure Jakšića
  - Jelike i omorike
  - Kroz maglu
  - Mračajski proto
  - Jazavac pred sudom
- S Planine i ispod planine. Taletova štamparija, 1905, Belgrado (raccolta di racconti)
  - Iz starostavne knjige Simeuna Đaka
  - Mejdan Simeuna Đaka
  - Rakijo, majko!
  - Sa zbora
  - Jajce
  - Pjesma mladosti
  - U magli
- Jauci sa zmijanja. Srpska štamparija, 1910, Zagabria (raccolta di racconti)
  - Zmijanje
  - Molitva
  - Vukov Gaj
  - Kroz mećavu

### Dialoghi
- Sudanija. Islamska dioničarska štamparija, 1911, Sarajevo (dialogo)